# Конкины
 Конкины  — деревня в Афанасьевском районе Кировской области в составе Ичетовкинского сельского поселения.

## География
Расположена непосредственно у южной границы райцентра поселка  Афанасьево на правобережье реки Кама.

## История
Известна с 1873 года как деревня Воробьева (Лазуковская, Конкинская), в которой учтено дворов 30 и жителей 280, в 1905 (Лауковы или Конкины) 28 и 186, в 1926 (Конкины или Закамский, Тимофея и Ивана Буданцевых) 6 и 28, в 1950 (Конкинская или Лазуковская) 8 и 28. Настоящее название утвердилось с 1998 года.  

## Население
Постоянное население составляло 77 человек (русские 99%) в 2002 году, 152 в 2010.